# Circumscripcions franceses a les Eleccions europees

Eurodiputats assignats per circumscripció

Les Circumscripcions franceses a les Eleccions europees foren constituïdes el 2003 mitjançant la Loi Électorale n° 2003-327 de l'11 d'abril de 2003, que divideixen França en 8 circumscripcions electorals per a designar 72 eurodiputats (78 en 2004) que seran elegits per sufragi universal directe a les Eleccions al Parlament Europeu.
Les vuit circumscripcions són les següents:
- Circumscripció Nord-Oest: regions Baixa Normandia, Alta Normandia, Nord-Pas-de-Calais i Picardia.
- Circumscripció Oest: regions Bretanya, País del Loira i Poitou-Charentes.
- Circumscripció Est: regions Alsàcia, Borgonya, Xampanya-Ardenes, Lorena i Franc-Comtat.
- Circumscripció Sud-Oest: regions Aquitània, Llenguadoc-Rosselló i Migdia-Pirineus.
- Circumscripció Sud-Est: regions Còrsega, Provença-Alps-Costa Blava i Roine-Alps.
- Circumscripció Massís Central-Centre: regions Alvèrnia, Llemosí i Centre.
- La Circumscripció Illa de França comprèn la regió Illa de França.
- La Circumscripció Ultramar reagrupa els departaments, territoris i col·lectivitats de: Saint-Pierre-et-Miquelon, Guadalupe (mentre que Saint-Martin i Saint-Barthélemy són col·lectivitats a part), Martinica, Guaiana francesa, Reunió, Mayotte, Nova Caledònia, Polinèsia francesa i Wallis i Futuna, repartits des de 2009 en tres seccions distintes[3]

Aquest règim electoral entrà en vigor a les eleccions al Parlament Europeu de 2004 sobre la base d'un escó d'eurodiputat per al voltant de 780.000 habitants. El decret d'aplicació de la llei ha repartit els escons entre les circumscripcions.